# Гостроголов бронзовий
Гостроголов бронзовий (Oxybelis aeneus) — отруйна змія з роду Гостроголова змія родини Вужеві. Інші назви «мексиканська гостроголова змія», «бронзова гостроголова змія».

## Опис
Загальна довжина досягає 1,5—1,9 м. Має вузьку, загострену голову, надзвичайно витягнутий тонкий тулуб та довгий, чіпкий хвіст, який звужується ближчі до кінця. Ця змія своєю статурою та кольором відтворює поверхні, загальну форму й забарвлення ліан. Отруйні ікла задньощелепні. Спина має бурий, сірий та коричневий колір. Спина кремова, білувата.

## Спосіб життя
Полюбляє сухі та вологі тропічні ліси. Активна вдень. Більшу частину життя проводить на деревах. Здатна завмирати, горизонтально витягнувши у висячому положенні передньою частиною тіла. Іноді, перебуваючи в такому положенні, змія розгойдує своє тіло, чим збільшує оманливу схожість із зеленими пагонами або мертвими ліанами. Харчується жабами, ящірками, птахами.
Отрута не становить загрози життю людини.
Це яйцекладна змія. Самиця відкладає 3—6 яєць.

## Розповсюдження
Мешкає в Аризоні (США), Мексиці, Центральній та Південній Америці — до Бразилії, Перу й Болівії включно.